# Alpina B5
Der Alpina B5 ist ein in Kleinserie hergestellter Personenkraftwagen von Alpina Burkard Bovensiepen, der im Jahre 2005 auf dem Genfer Auto-Salon vorgestellt wurde. Der B5 basiert auf dem BMW 5er. Die Dieselvariante wird unter dem Namen Alpina D5 vermarktet.

## 1. Generation
Der B5 ist Nachfolger des Alpina B10, der von 1989 bis 1996 die schnellste Serienlimousine der Welt war. Als vergleichbar galt zunächst hauptsächlich der Mercedes-Benz E 55 AMG, heute der E 63 AMG.
Als Basis dienen der BMW E60 mit dem 4,4-l-Motor aus dem ehemaligen 545i/745i. Im Vergleich zum BMW-Modell hat der Alpina B5 größere Bremsen, ein geändertes Fahrwerk mit verstellbaren Stoßdämpferkennlinien (Elektronischer Dämpfer Control, EDC), eine Schalldämpferanlage aus rostfreiem Stahl mit poliertem Doppelendrohr und die für Alpina typischen Änderungen außen und innen.
2010 gab es in Deutschland insgesamt 24 Neuzulassungen.

### Motor
Der 4,4-l-V8 wird von einem mechanisch angetriebenen Turboverdichter (Radialverdichter) aufgeladen. Der von ASA bezogene Lader wird auch „Turbessor“ genannt, da er die Vorteile von Turbolader und Kompressor vereinen soll. Bei niedrigen Drehzahlen spricht er spontan an wie ein herkömmlicher Kolben-Kompressor, erreicht aber auch den Druck und die Förderleistung eines Turboverdichters. Dank eines im Gehäuse eingebauten wälzgelagerten Übersetzungsgetriebes erreicht er Drehzahlen von mehr als 100.000 Umdrehungen pro Minute. Die Leistung stieg durch diese Maßnahme von serienmäßig 245 kW (333 PS) auf 368 kW (500 PS). Das Drehmoment konnte von serienmäßig 450 Nm auf 700 Nm gesteigert werden. Die Kraft wird über eine ZF-Sechsgang-Automatik (6HP 26) an die Hinterräder übertragen. Wie bei Alpina üblich, wurde diese verfeinert und hat eine „Switch-Tronic“ mit verschiedenen Schaltmodi, wie „Sport“ (Schalten bei höheren Drehzahlen) oder „Handsteuerung“ (über Schaltwippen).

### Technische Daten
| Alpina B5                                 | Limousine                         | Touring                           |
| ----------------------------------------- | --------------------------------- | --------------------------------- |
| Zylinder/Ventile                          | 8/32                              | 8/32                              |
| Bohrung × Hub                             | 92,0 mm × 82,7 mm                 | 92,0 mm × 82,7 mm                 |
| Hubraum                                   | 4398 cm³                          | 4398 cm³                          |
| Verdichtung                               | 9,0 : 1                           | 9,0 : 1                           |
| max. Leistung                             | 368 kW (500 PS) bei 5500–6000/min | 368 kW (500 PS) bei 5500–6000/min |
| max. Drehmoment                           | 700 Nm bei 4250–4850/min          | 700 Nm bei 4250–4850/min          |
| Getriebe                                  | 6-Gang Automatik „Switch-Tronic“  | 6-Gang Automatik „Switch-Tronic“  |
| Höchstgeschwindigkeit                     | 314 km/h                          | 310 km/h                          |
| Beschleunigung 0–100 km/h                 | 4,7 s                             | 4,8 s                             |
| Leergewicht                               | 1720 kg                           | 1810 kg                           |
| Kraftstoffverbrauch in l/100 km insgesamt | 12,3 SP                           | 12,4 SP                           |

### Anmerkung
Im Jahre 2005 startete ein Alpina B5 Touring im Rahmen des High-Speed-Test der Auto, Motor und Sport in Nardò. Der B5 erreichte hier eine Höchstgeschwindigkeit von 319 km/h.

### Alpina B5 S
Auf der IAA 2007 in Frankfurt stellte Alpina den überarbeiteten B5 S vor.

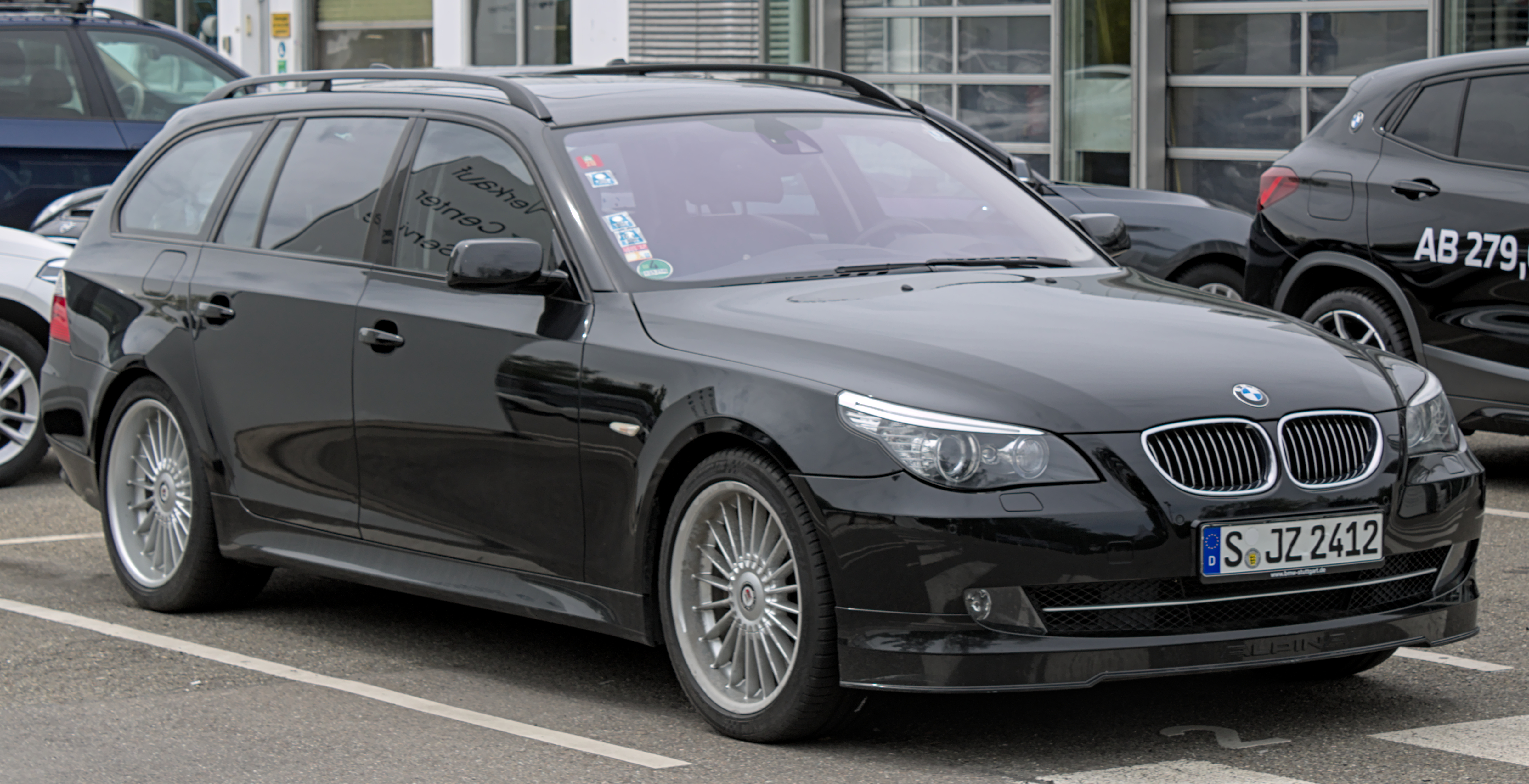
Alpina B5 S (E61)
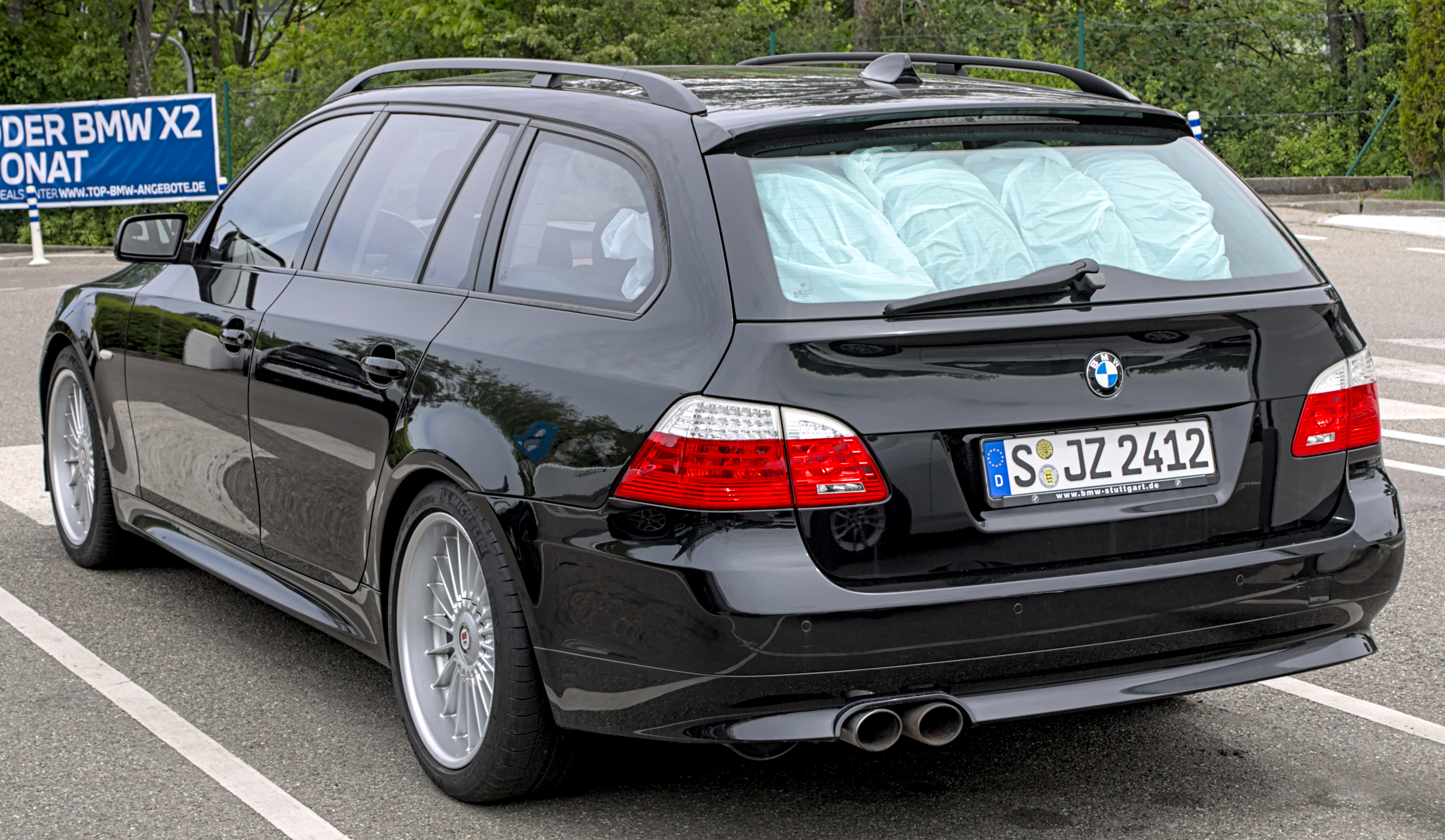
Heckansicht

#### Motor
Die Leistung des 4,4-l-V8 wurde um 22 kW auf 390 kW (530 PS) angehoben. Das Drehmoment wuchs um 25 Nm auf 725 Nm. Von 0 auf 100 km/h beschleunigt der B5 S in 4,6 s; die Höchstgeschwindigkeit steigt auf 317 km/h.

#### Getriebe
Eine Neuerung ist das ZF-Sechsgang-Sport-Switch-Tronic-Getriebe. Die Schaltzeit konnte im Vergleich zum Vorgänger um 50 % verkürzt werden. Die Reaktionszeit beträgt 1/10 s. Im manuellen Modus ist das Fahrgefühl mit der Schaltdynamik eines Doppelkupplungsgetriebes vergleichbar.

#### Fahrwerk
Eine weitere Neuheit ist das mit der Firma Sachs Race Engineering in Zusammenarbeit überarbeitete Fahrwerk mit EDC.

#### Technische Daten
| Alpina B5S                                | Limousine                        | Touring                          |
| ----------------------------------------- | -------------------------------- | -------------------------------- |
| Zylinder/Ventile                          | 8/32                             | 8/32                             |
| Bohrung × Hub                             | 92,0 mm × 82,7 mm                | 92,0 mm × 82,7 mm                |
| Hubraum                                   | 4398 cm³                         | 4398 cm³                         |
| Verdichtung                               | 9,0:1                            | 9,0:1                            |
| Max. Leistung                             | 390 kW (530 PS) bei 5500/min     | 390 kW (530 PS) bei 5500/min     |
| Max. Drehmoment                           | 725 Nm bei 4750/min              | 725 Nm bei 4750/min              |
| Getriebe                                  | 6-Gang Automatik „Switch-Tronic“ | 6-Gang Automatik „Switch-Tronic“ |
| Höchstgeschwindigkeit                     | 317 km/h                         | 313 km/h                         |
| Beschleunigung 0–100 km/h                 | 4,6 s                            | 4,7 s                            |
| Leergewicht                               | 1720 kg                          | 1810 kg                          |
| Kraftstoffverbrauch in l/100 km insgesamt | 12,3 SP                          | 12,4 SP                          |

## 2. Generation
Die zweite Generation des B5 basiert auf dem BMW F10. Sie kam im Jahr 2011 auf den Markt. 2013 wurde das Modell überarbeitet.

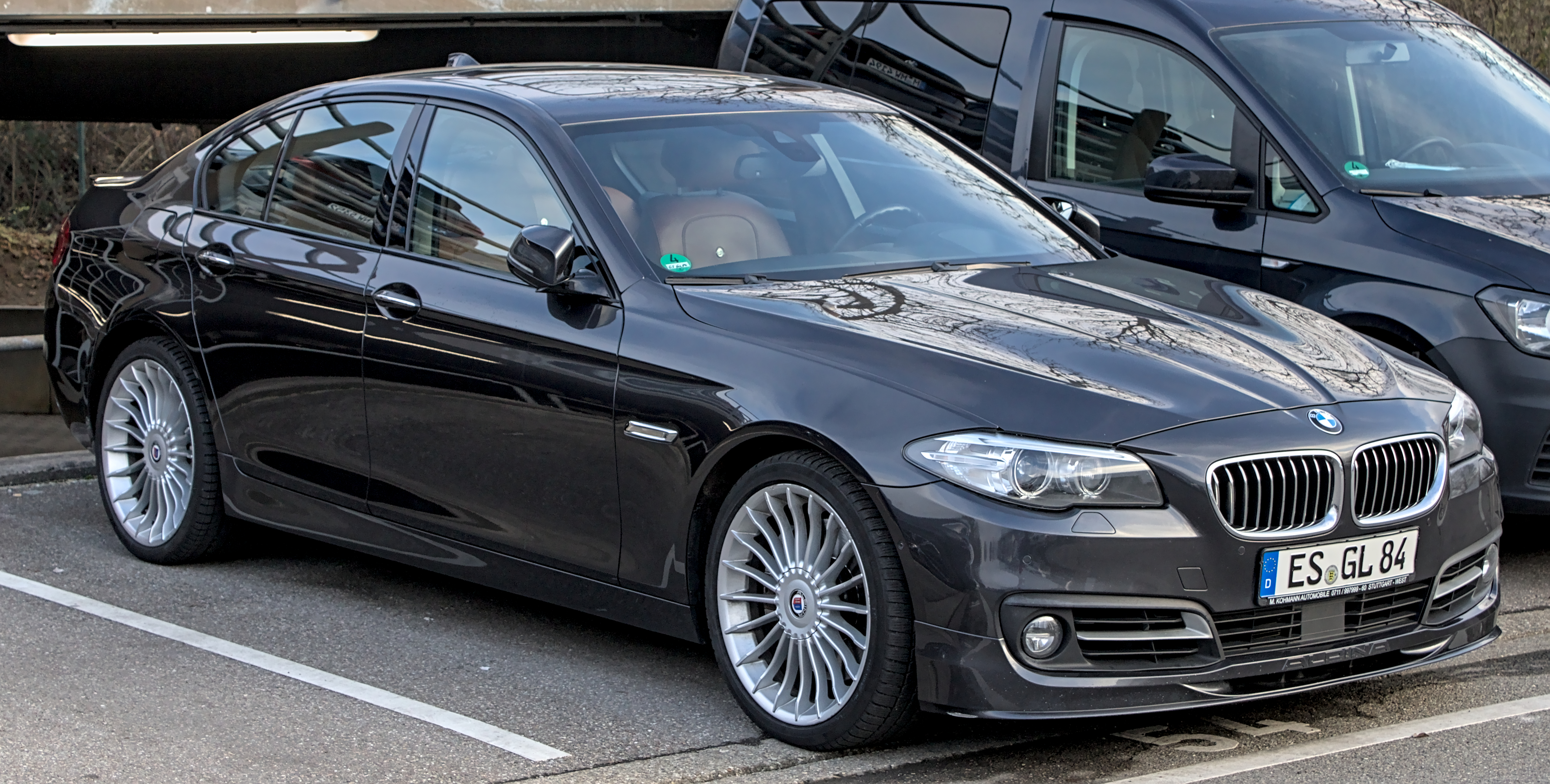
Alpina B5 Biturbo Limousine (2013–2016)
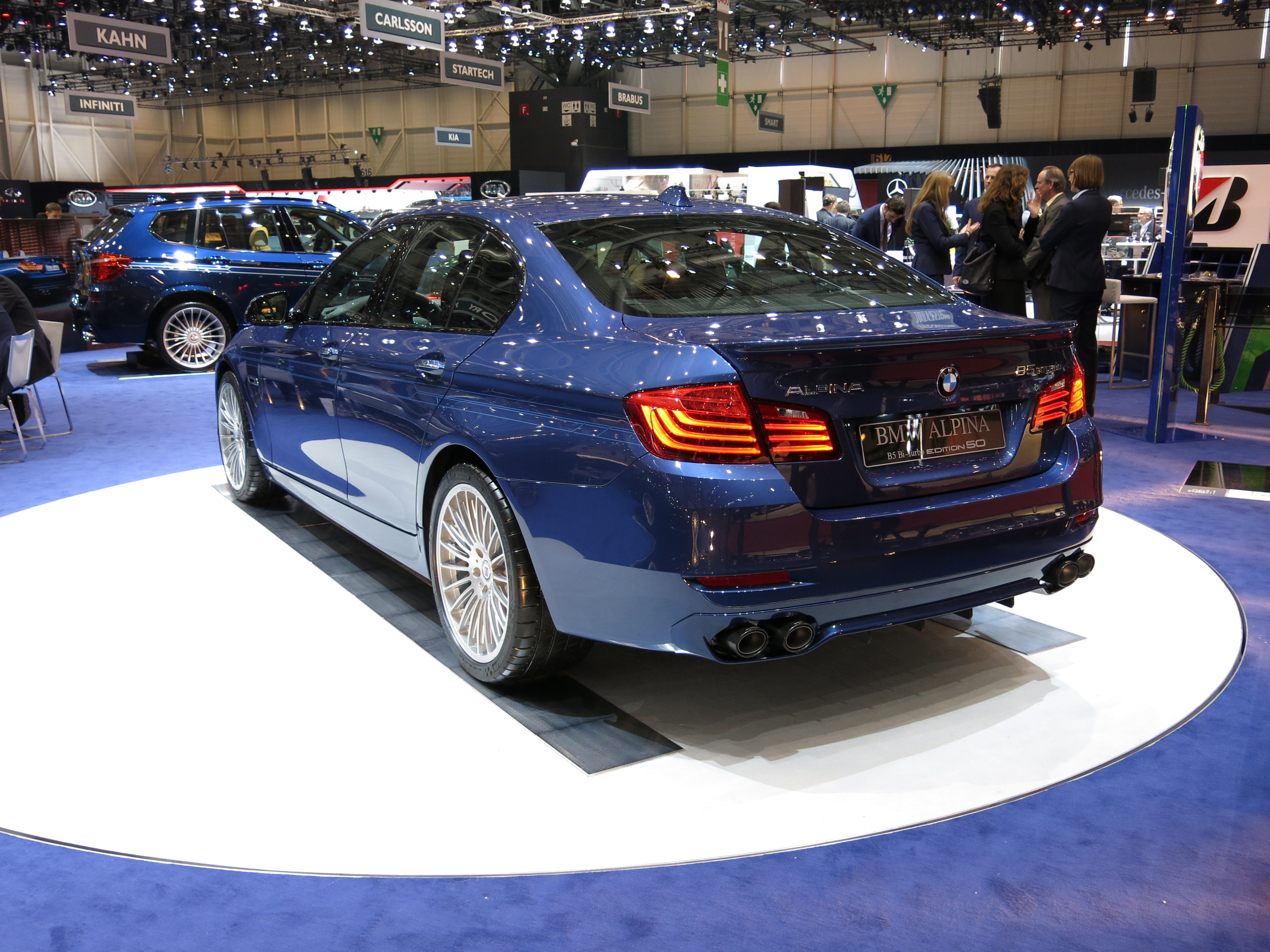
Heckansicht
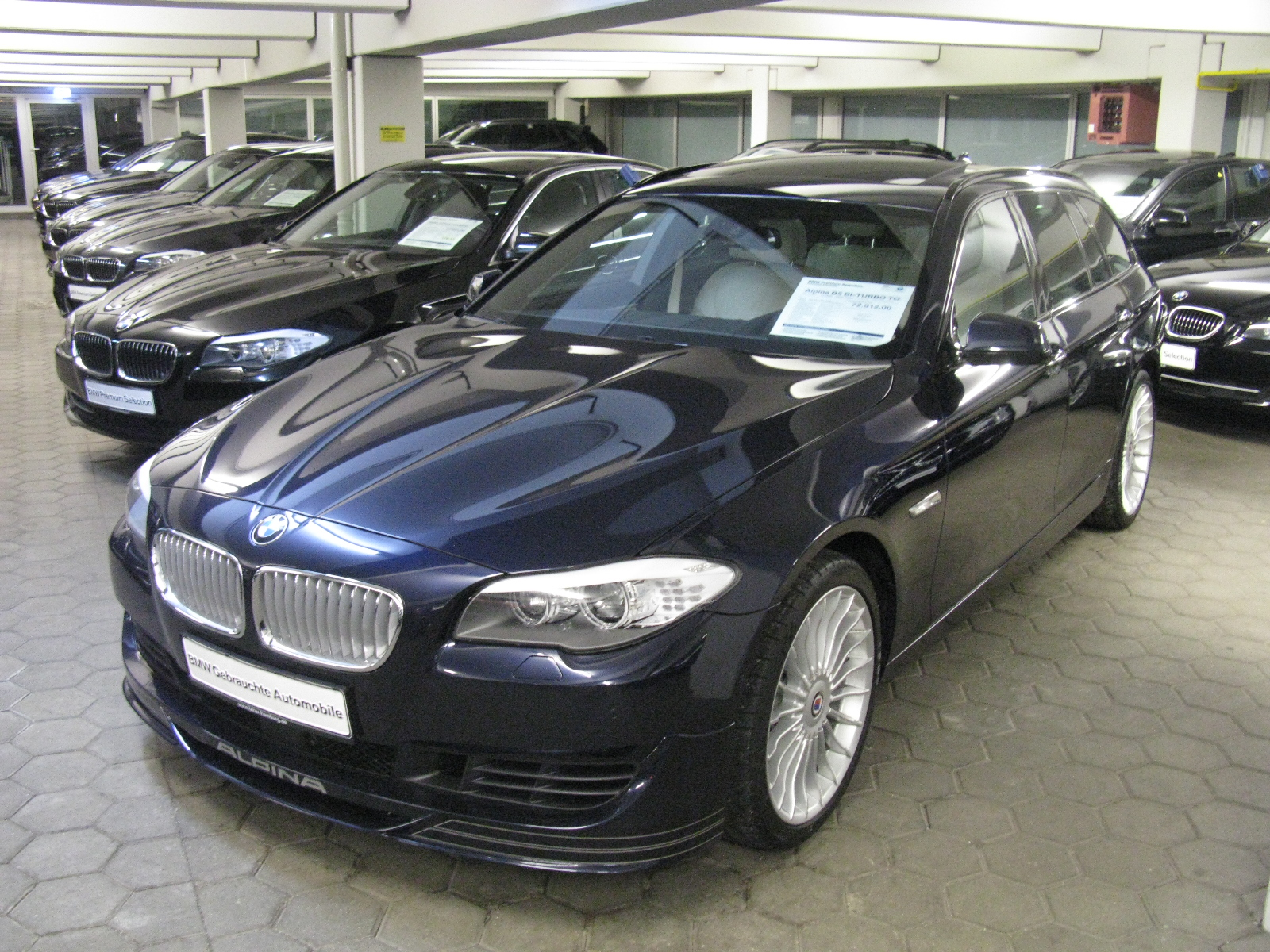
Alpina B5 Biturbo Touring (2011–2013)
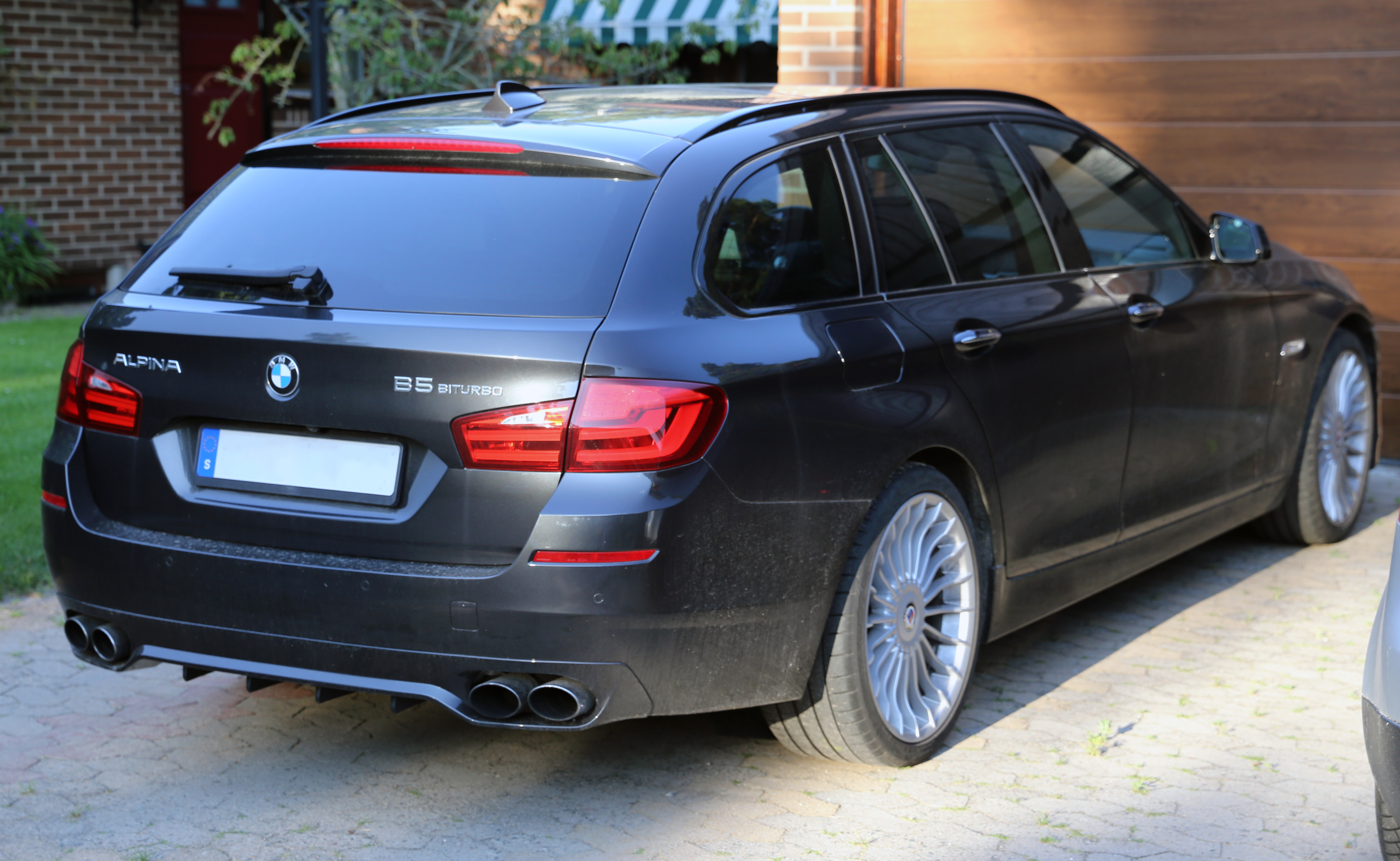
Heckansicht
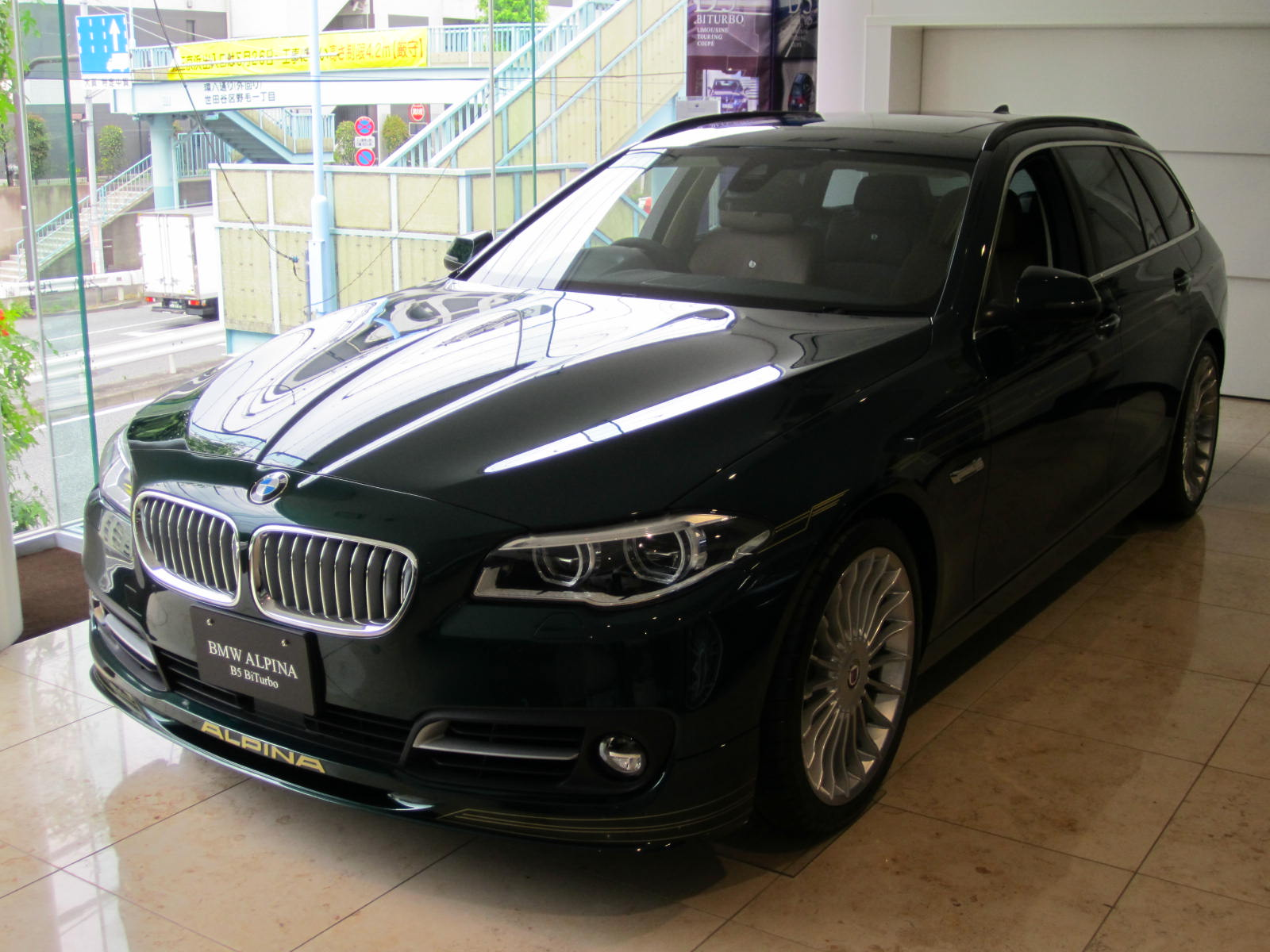
Alpina B5 Biturbo Touring (2013–2016)
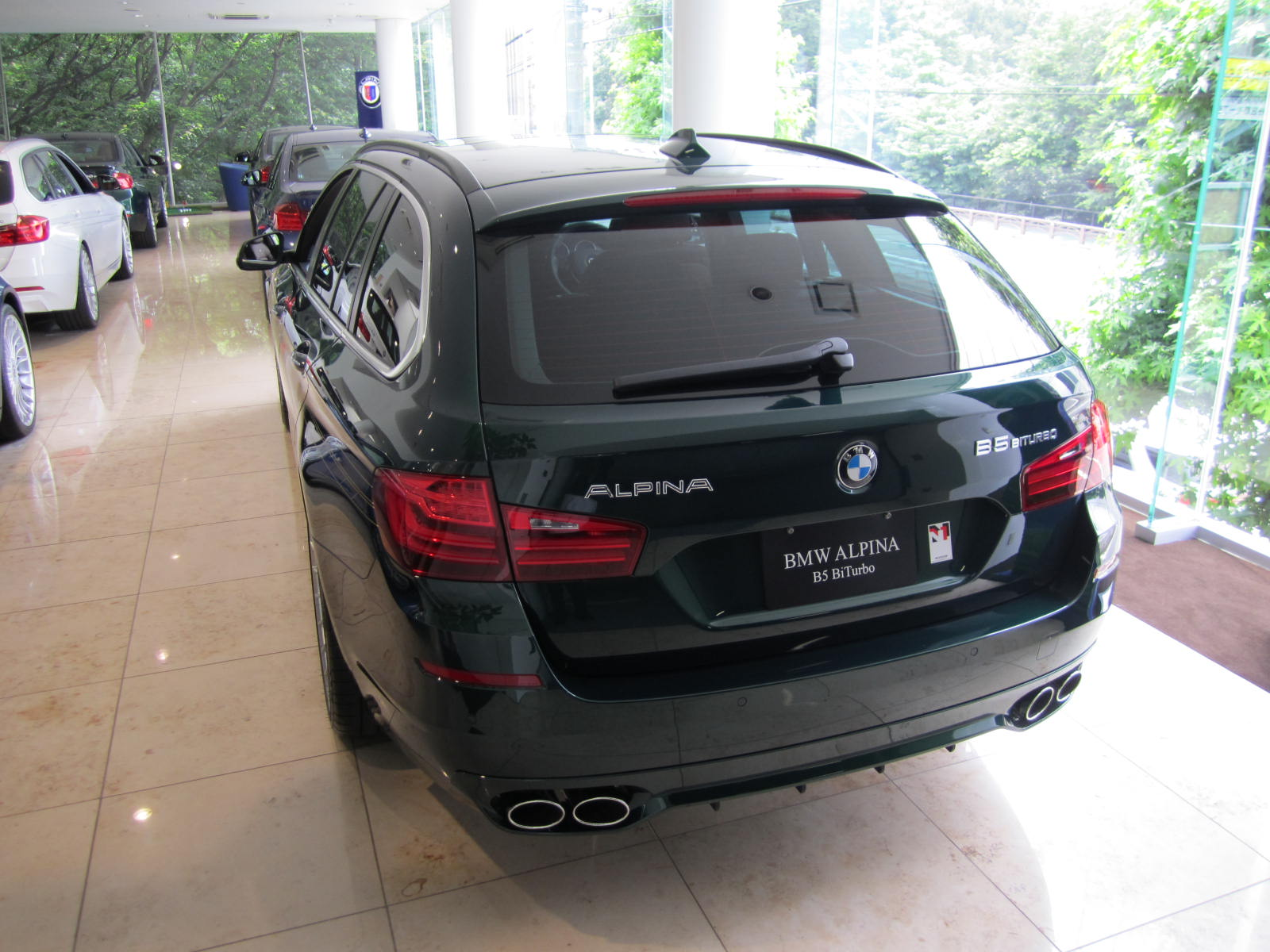
Heckansicht
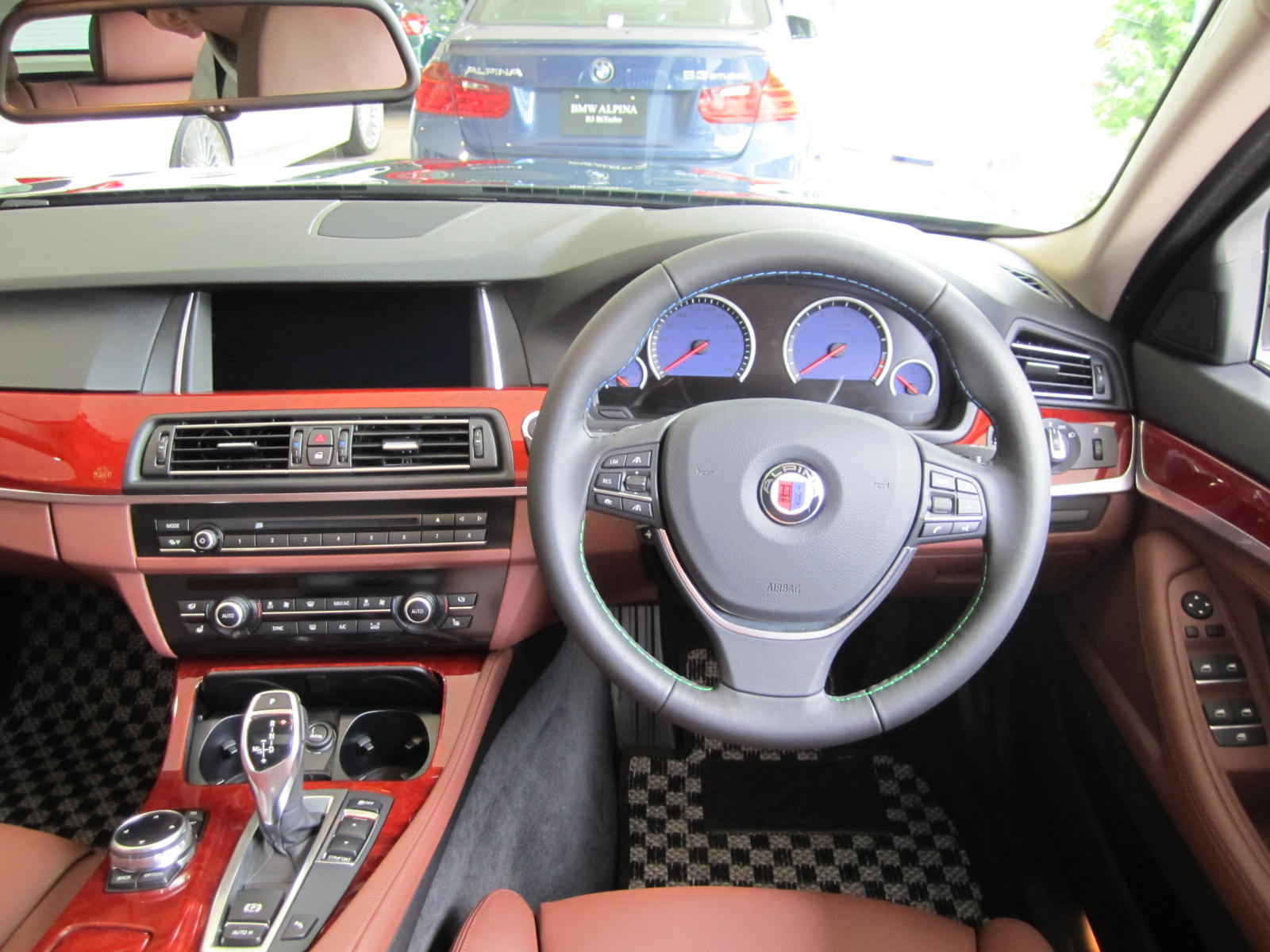
Innenraum

### Technische Daten
|                                           | Alpina B5 Biturbo                | Alpina B5 Biturbo                | Alpina B5 Biturbo                 | Alpina B5 Biturbo                 | Alpina B5 Biturbo Edition 50     | Alpina B5 Biturbo Edition 50     | Alpina B5 Biturbo                | Alpina B5 Biturbo                |
|                                           | Limousine                        | Touring                          | Limousine                         | Touring                           | Limousine                        | Touring                          | Limousine                        | Touring                          |
| ----------------------------------------- | -------------------------------- | -------------------------------- | --------------------------------- | --------------------------------- | -------------------------------- | -------------------------------- | -------------------------------- | -------------------------------- |
| Bauzeitraum                               | 09/2010–12/2011                  | 09/2010–12/2011                  | 01/2012–12/2014                   | 01/2012–12/2014                   | 01/2015–12/2015                  | 01/2015–12/2015                  | 01/2016–12/2016                  | 01/2016–12/2016                  |
| Zylinder                                  | 8                                | 8                                | 8                                 | 8                                 | 8                                | 8                                | 8                                | 8                                |
| Bohrung × Hub                             | 89,0 mm × 88,3 mm                | 89,0 mm × 88,3 mm                | 89,0 mm × 88,3 mm                 | 89,0 mm × 88,3 mm                 | 89,0 mm × 88,3 mm                | 89,0 mm × 88,3 mm                | 89,0 mm × 88,3 mm                | 89,0 mm × 88,3 mm                |
| Hubraum                                   | 4395 cm³                         | 4395 cm³                         | 4395 cm³                          | 4395 cm³                          | 4395 cm³                         | 4395 cm³                         | 4395 cm³                         | 4395 cm³                         |
| Verdichtung                               | 10,0 : 1                         | 10,0 : 1                         | 10,0 : 1                          | 10,0 : 1                          | 10,0 : 1                         | 10,0 : 1                         | 10,0 : 1                         | 10,0 : 1                         |
| max. Leistung                             | 373 kW (507 PS) bei 5500/min     | 373 kW (507 PS) bei 5500/min     | 397 kW (540 PS) bei 5200–6250/min | 397 kW (540 PS) bei 5200–6250/min | 441 kW (600 PS) bei 6000/min     | 441 kW (600 PS) bei 6000/min     | 441 kW (600 PS) bei 6000/min     | 441 kW (600 PS) bei 6000/min     |
| max. Drehmoment                           | 700 Nm bei 3000–4750/min         | 700 Nm bei 3000–4750/min         | 730 Nm bei 2800–5000/min          | 730 Nm bei 2800–5000/min          | 800 Nm bei 3500–4500/min         | 800 Nm bei 3500–4500/min         | 800 Nm bei 3500–4500/min         | 800 Nm bei 3500–4500/min         |
| Getriebe                                  | 8-Gang Automatik „Switch-Tronic“ | 8-Gang Automatik „Switch-Tronic“ | 8-Gang Automatik „Switch-Tronic“  | 8-Gang Automatik „Switch-Tronic“  | 8-Gang Automatik „Switch-Tronic“ | 8-Gang Automatik „Switch-Tronic“ | 8-Gang Automatik „Switch-Tronic“ | 8-Gang Automatik „Switch-Tronic“ |
| Höchstgeschwindigkeit                     | 307 km/h                         | 303 km/h                         | 323 km/h                          | 318 km/h                          | 328 km/h                         | 323 km/h                         | 328 km/h                         | 323 km/h                         |
| Beschleunigung 0–100 km/h                 | 4,7 s                            | 4,9 s                            | 4,3 s                             | 4,3 s                             | 4,2 s                            | 4,2 s                            | 4,2 s                            | 4,2 s                            |
| Leergewicht                               |                                  |                                  |                                   |                                   |                                  |                                  | 2045 kg                          | 2140 kg                          |
| Kraftstoffverbrauch in l/100 km insgesamt | 10,8 SP                          | 10,9 SP                          | 9,5 SP                            | 9,6 SP                            | 9,5 SP                           | 9,6 SP                           | 9,5 SP                           | 9,6 SP                           |

## 3. Generation
Die dritte Generation des B5 basiert auf dem im Oktober 2016 vorgestellten BMW G30. Sie wurde auf dem Genfer Auto-Salon im März 2017 vorgestellt und kam im September 2017 zu Preisen ab 112.000 Euro in den Handel.
Den Antrieb übernimmt der B5 (Biturbo Allrad) aus der 2016 eingeführten dritten Generation des Alpina B7.
Mit einer Höchstgeschwindigkeit von 322 km/h ist der B5 Touring (Biturbo Allrad) der weltweit schnellste in Serie gebaute Kombi.
Im Juni 2020 präsentierte Alpina eine überarbeitete Version des B5. Im Oktober 2020 kam sie in den Handel. Auf deren Basis wurde im Januar 2023 das auf 250 Exemplare limitierte Sondermodell GT vorgestellt.

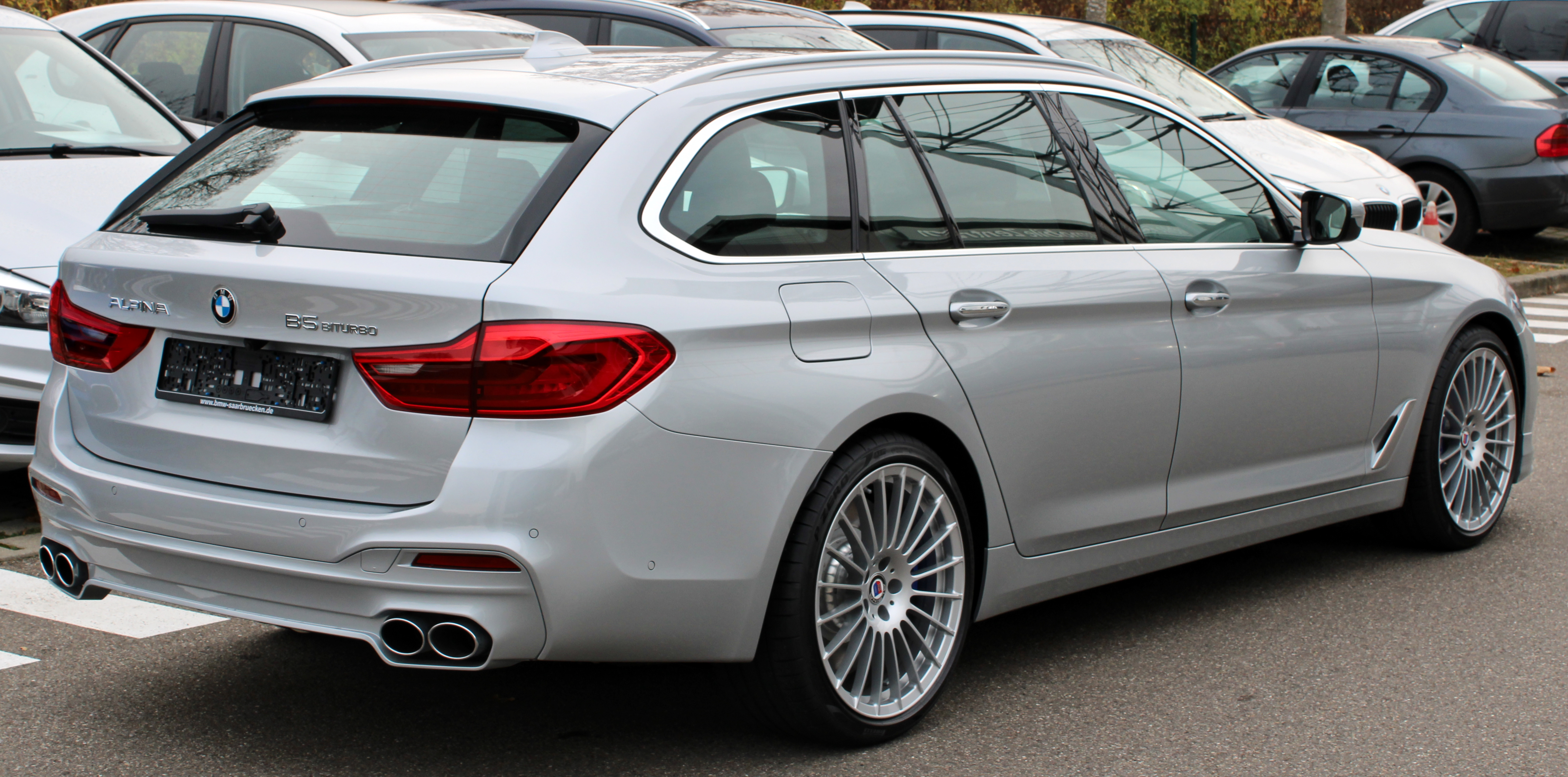
Heckansicht (2017–2020)
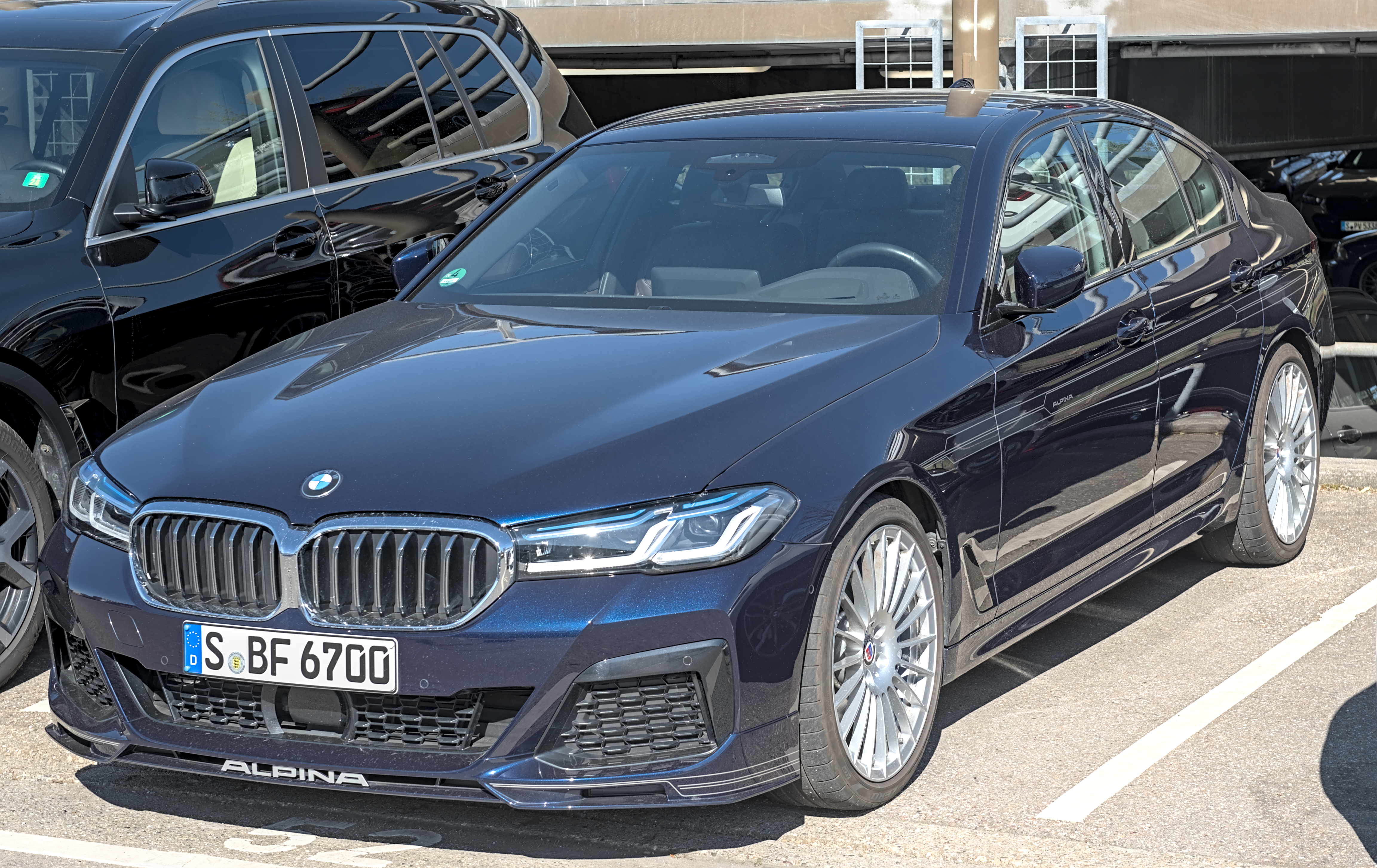
Alpina B5 (2020–2023)
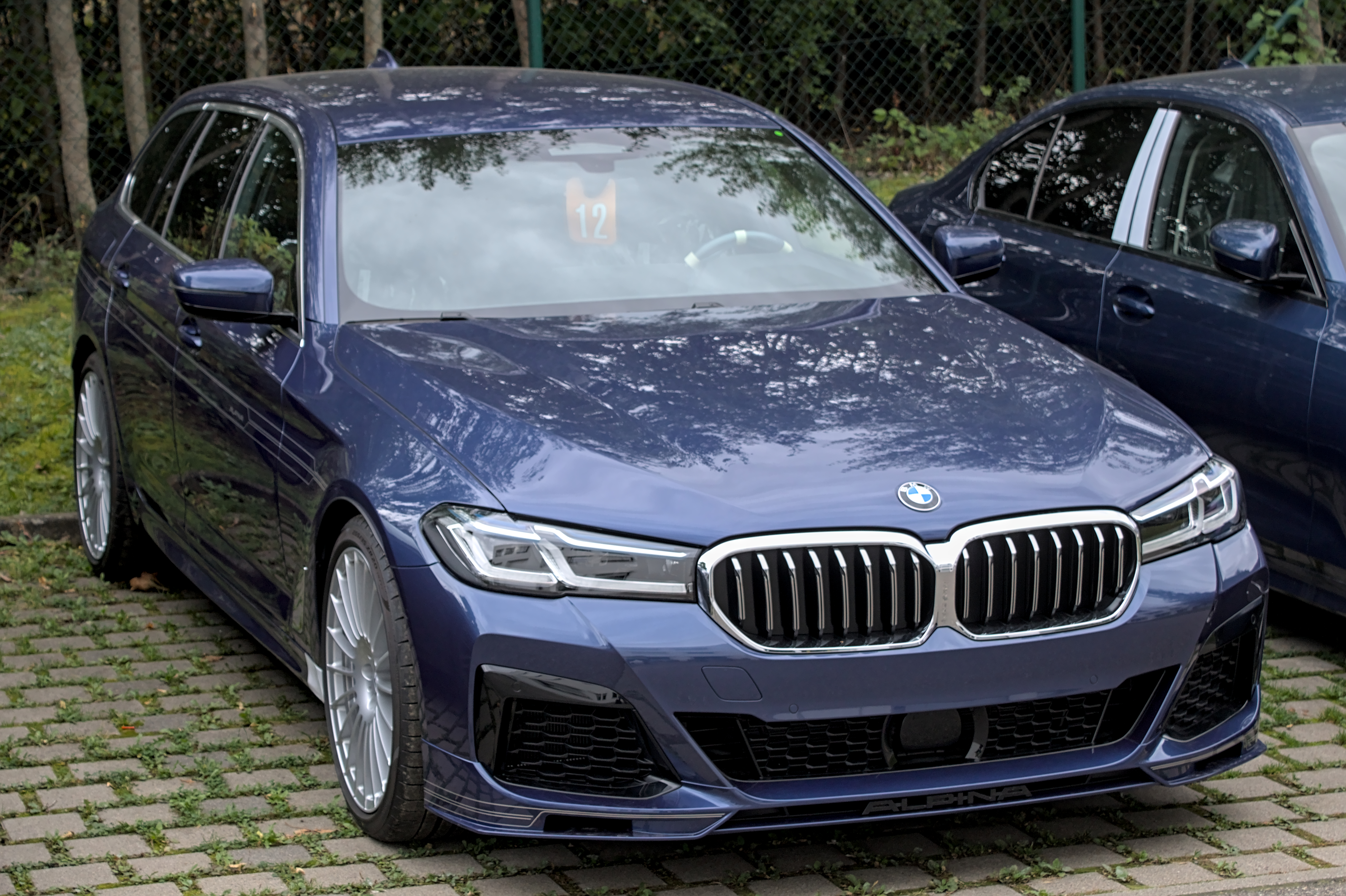
Alpina B5 Touring (2020–2023)
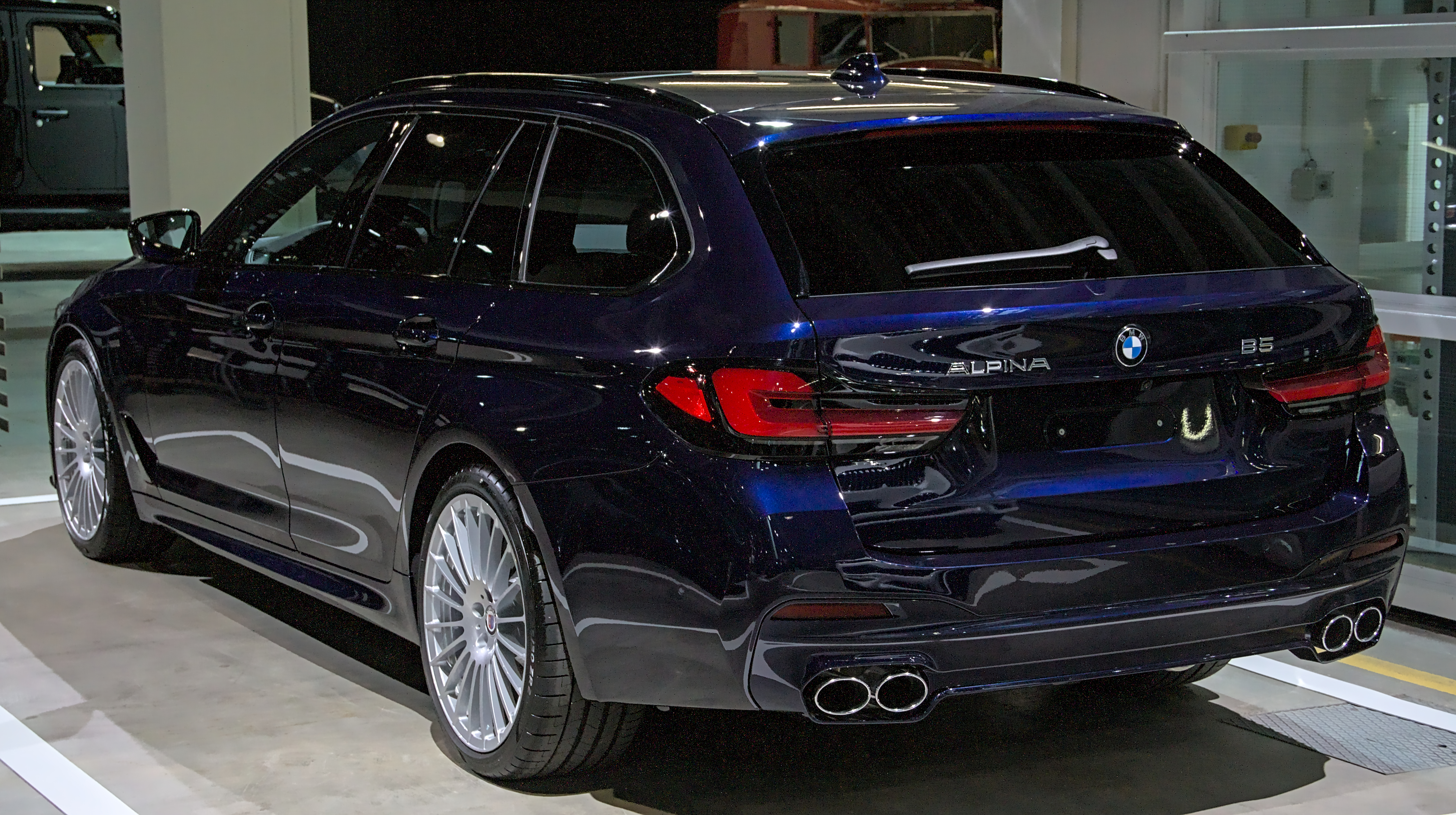
Heckansicht (2020–2023)
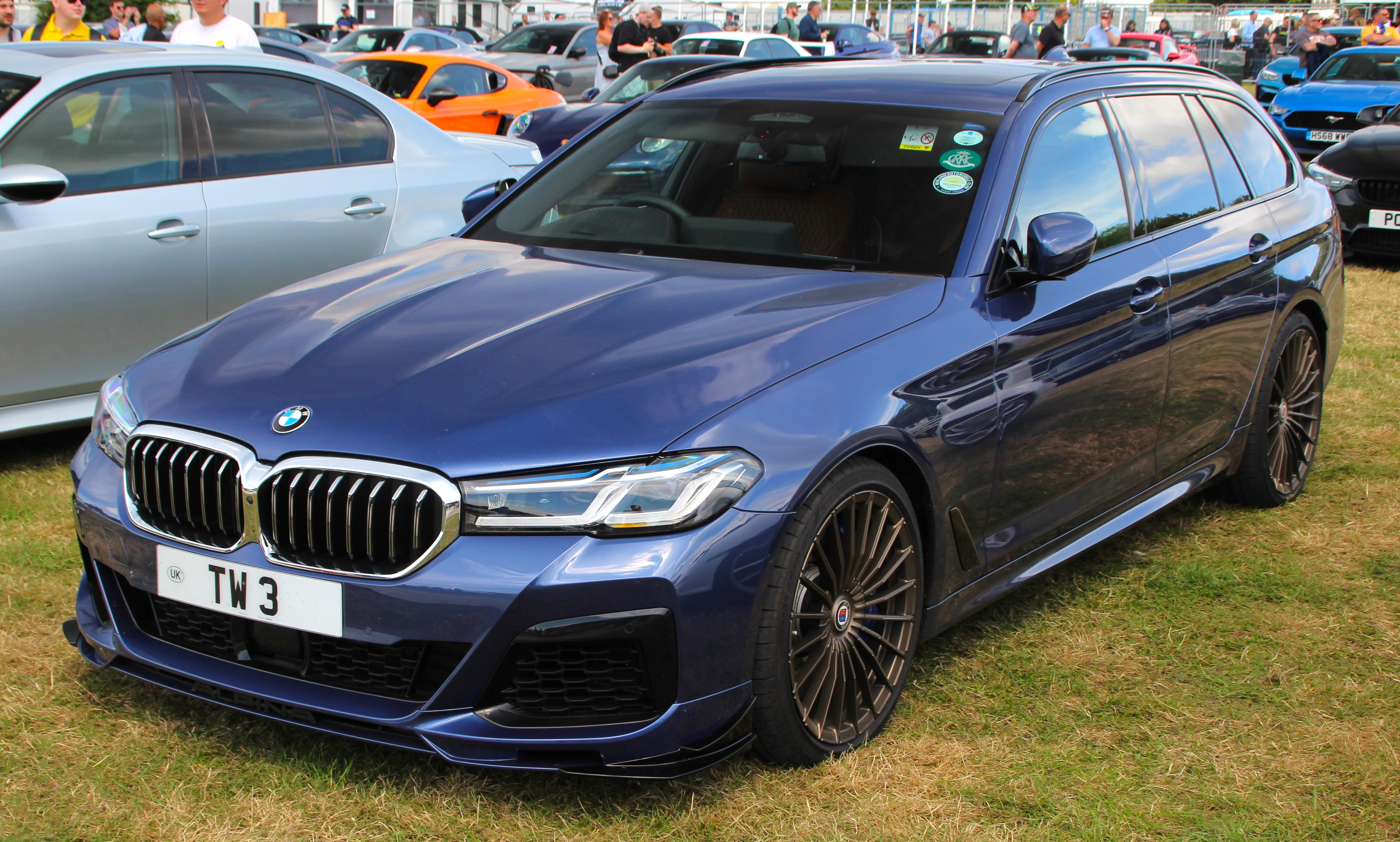
Alpina B5 Touring GT (2023–2024)

### Technische Daten
| Modell                           | Alpina B5 Biturbo Allrad                        | Alpina B5                                       | Alpina B5 GT                                    | Alpina B5 Touring Biturbo Allrad                | Alpina B5 Touring                               | Alpina B5 Touring GT                            |
| -------------------------------- | ----------------------------------------------- | ----------------------------------------------- | ----------------------------------------------- | ----------------------------------------------- | ----------------------------------------------- | ----------------------------------------------- |
| Bauzeitraum                      | 09/2017–10/2020                                 | 10/2020–07/2023                                 | 07/2023                                         | 09/2017–10/2020                                 | 10/2020–07/2023                                 | 07/2023–02/2024                                 |
| Hubraum                          | 4395 cm³                                        | 4395 cm³                                        | 4395 cm³                                        | 4395 cm³                                        | 4395 cm³                                        | 4395 cm³                                        |
| Zylinder/Bauart                  | V8                                              | V8                                              | V8                                              | V8                                              | V8                                              | V8                                              |
| Leistung                         | 447 kW (608 PS) bei 5750–6250min−1              | 457 kW (621 PS) bei 5500–6500min−1              | 466 kW (634 PS) bei 5500–6500min−1              | 447 kW (608 PS) bei 5750–6250min−1              | 457 kW (621 PS) bei 5500–6500min−1              | 466 kW (634 PS) bei 5500–6500min−1              |
| Drehmoment                       | 800 Nm bei 3000–5000 min−1                      | 800 Nm bei 2000–5000 min−1                      | 850 Nm bei 3500–5000 min−1                      | 800 Nm bei 3000–5000 min−1                      | 800 Nm bei 2000–5000 min−1                      | 850 Nm bei 3500–5000 min−1                      |
| Beschleunigung, 0–100 km/h       | 3,5 s                                           | 3,4 s                                           | 3,2 s                                           | 3,7 s                                           | 3,6 s                                           | 3,4 s                                           |
| Höchstgeschwindigkeit            | 330 km/h                                        | 330 km/h                                        | 330 km/h                                        | 322 km/h                                        | 322 km/h                                        | 328 km/h                                        |
| Antrieb                          | Allradantrieb                                   | Allradantrieb                                   | Allradantrieb                                   | Allradantrieb                                   | Allradantrieb                                   | Allradantrieb                                   |
| Getriebe (serienmäßig)           | 8-Gang-Automatik „ALPINA Switch-Tronic“ ZF8HP76 | 8-Gang-Automatik „ALPINA Switch-Tronic“ ZF8HP76 | 8-Gang-Automatik „ALPINA Switch-Tronic“ ZF8HP76 | 8-Gang-Automatik „ALPINA Switch-Tronic“ ZF8HP76 | 8-Gang-Automatik „ALPINA Switch-Tronic“ ZF8HP76 | 8-Gang-Automatik „ALPINA Switch-Tronic“ ZF8HP76 |
| Kraftstoffverbrauch              | 10,9 l/100 km Super Plus                        | 11,1 l/100 km Super Plus                        | 11,1 l/100 km Super Plus                        | 10,9 l/100 km Super Plus                        | 11,2 l/100 km Super Plus                        | 11,2 l/100 km Super Plus                        |
| CO2-Emission                     | 248 g/km                                        | 253 g/km                                        | 253 g/km                                        | 248 g/km                                        | 256 g/km                                        | 256 g/km                                        |
| Leergewicht                      | 2015 kg                                         | 2055 kg                                         | 2055 kg                                         | 2120 kg                                         | 2155 kg                                         | 2155 kg                                         |
| Basispreis (bei Markteinführung) | 112.000 €                                       | 117.700 €                                       | 145.500 €                                       | 115.300 €                                       | 120.700 €                                       | 148.500 €                                       |